# Vrtovac
Vrtovac (en serbe cyrillique : Вртовац) est un village de Serbie situé dans la municipalité de Knjaževac, district de Zaječar. Au recensement de 2011, il comptait 140 habitants.

## Démographie
| 1948 | 1953 | 1961 | 1971 | 1981 | 1991 | 2002 | 2011 |
| ---- | ---- | ---- | ---- | ---- | ---- | ---- | ---- |
| 780  | 767  | 730  | 555  | 447  | 302  | 218  | 140  |

|  |